# 有田町
有田町（日语：／ Arita chō */?）是位於日本佐賀縣西部的一個城鎮，屬西松浦郡；以日本的傳統工藝品之一有田燒而聞名。

## 人口
| 有田町人口分布圖 |                                               |  |
| 有田町與日本全國年齡別人口分布比較圖 （2005年資料） | 有田町的年齡、男女別人口分布圖 （2005年資料） |  |
| ■紫色是有田町 ■綠色是全国 | ■藍色是男性 ■紅色是女性                       |  |
| 有田町人口變化 \| 1970年 \| 23,231人 \| \| \| 1975年 \| 23,025人 \| \| \| 1980年 \| 23,495人 \| \| \| 1985年 \| 23,798人 \| \| \| 1990年 \| 23,413人 \| \| \| 1995年 \| 22,818人 \| \| \| 2000年 \| 22,314人 \| \| \| 2005年 \| 21,570人 \| \| \| 2010年 \| 20,929人 \| \| \| 2015年 \| 20,148人 \| \| \| 2020年 \| 19,010人 \| \| |                                               |  |
| 資料來源：日本總務省統計中心提供之人口普查數據 |                                               |  |
| 1970年 | 23,231人                                      |  |
| 1975年 | 23,025人                                      |  |
| 1980年 | 23,495人                                      |  |
| 1985年 | 23,798人                                      |  |
| 1990年 | 23,413人                                      |  |
| 1995年 | 22,818人                                      |  |
| 2000年 | 22,314人                                      |  |
| 2005年 | 21,570人                                      |  |
| 2010年 | 20,929人                                      |  |
| 2015年 | 20,148人                                      |  |
| 2020年 | 19,010人                                      |  |

## 歷史

### 年表
- 1889年4月1日：實施町村制，現在的轄區在當時分屬：西松浦郡有田町、新村、曲川村、大山村。
- 1896年11月13日：新村改名為有田村。[2]
- 1947年1月1日：有田村改制並改名為東有田町。
- 1954年4月1日：有田町與東有田町合併為新設置的有田町。
- 1955年4月1日：曲川村、大山村合併為西有田村。
- 1956年1月1日：西有田村的上南川良山、下南川良山、南川良原、青木地區被併入有田町。
- 1965年4月1日：西有田村改制為西有田町。
- 2006年3月1日：有田町與西有田町合併為新設置的有田町。

### 變遷表
| 1889年以前 | 1889年4月1日 | 1889年 - 1944年             | 1945年 - 1959年                   | 1945年 - 1959年       | 1960年 - 1989年       | 1989年 - 現在       | 現在                |
| ---------- | ------------ | --------------------------- | --------------------------------- | --------------------- | --------------------- | ------------------- | ------------------- |
|            | 有田町       | 有田町                      | 有田町                            | 1954年4月1日 有田町   | 1954年4月1日 有田町   | 2006年3月1日 有田町 | 2006年3月1日 有田町 |
|            | 新村         | 1895年11月13日 改名為有田村 | 1947年1月1日 改制並改名為東有田町 | 1954年4月1日 有田町   | 1954年4月1日 有田町   | 2006年3月1日 有田町 | 2006年3月1日 有田町 |
|            | 曲川村       | 曲川村                      | 1955年4月1日 西有田村             | 1955年4月1日 西有田村 | 1965年4月1日 西有田町 | 2006年3月1日 有田町 | 2006年3月1日 有田町 |
|            | 大山村       |                             | 1955年4月1日 西有田村             | 1955年4月1日 西有田村 | 1965年4月1日 西有田町 | 2006年3月1日 有田町 | 2006年3月1日 有田町 |

## 交通

### 鐵路
- 九州旅客鐵道
  - 佐世保線：上有田車站 - 有田車站
- 松浦鐵道
  - 西九州線：有田車站 - 三代橋車站 - 黑川車站 - 藏宿車站 - 西有田車站 - 大木車站 - 山谷車站 - 夫婦石車站

|  |  |
|  |  |
|  |  |

## 觀光資源
- 稻佐神社
- 佐賀縣立九州陶磁文化館
- 有田陶瓷美術館
- 龍門峽：日本名水百選之一｢龍門的清水｣位於此
- 岳之梯田：日本梯田百選之一

## 教育

### 專修學校
- 佐賀縣立有田窯業大學校

### 高等學校
- 佐賀縣立有田工業高等學校

## 姊妹、友好都市

### 海外
- 迈森（德國萨克森自由州）：於1979年2月9日締結為姊妹都市。
- 景德镇市（中國江西省）：於1996年締結為友好都市。

## 本地出身之名人
- 14代酒井田柿右衛門：陶藝家
- 井上萬二：陶藝家
- 青木龍山：陶藝家
- 迎祐一郎：職業棒球選手
- 蒲原達也：職業足球選手

## 外部連結
- （日語） 陶都有田國際交流協會